# Doll Tor

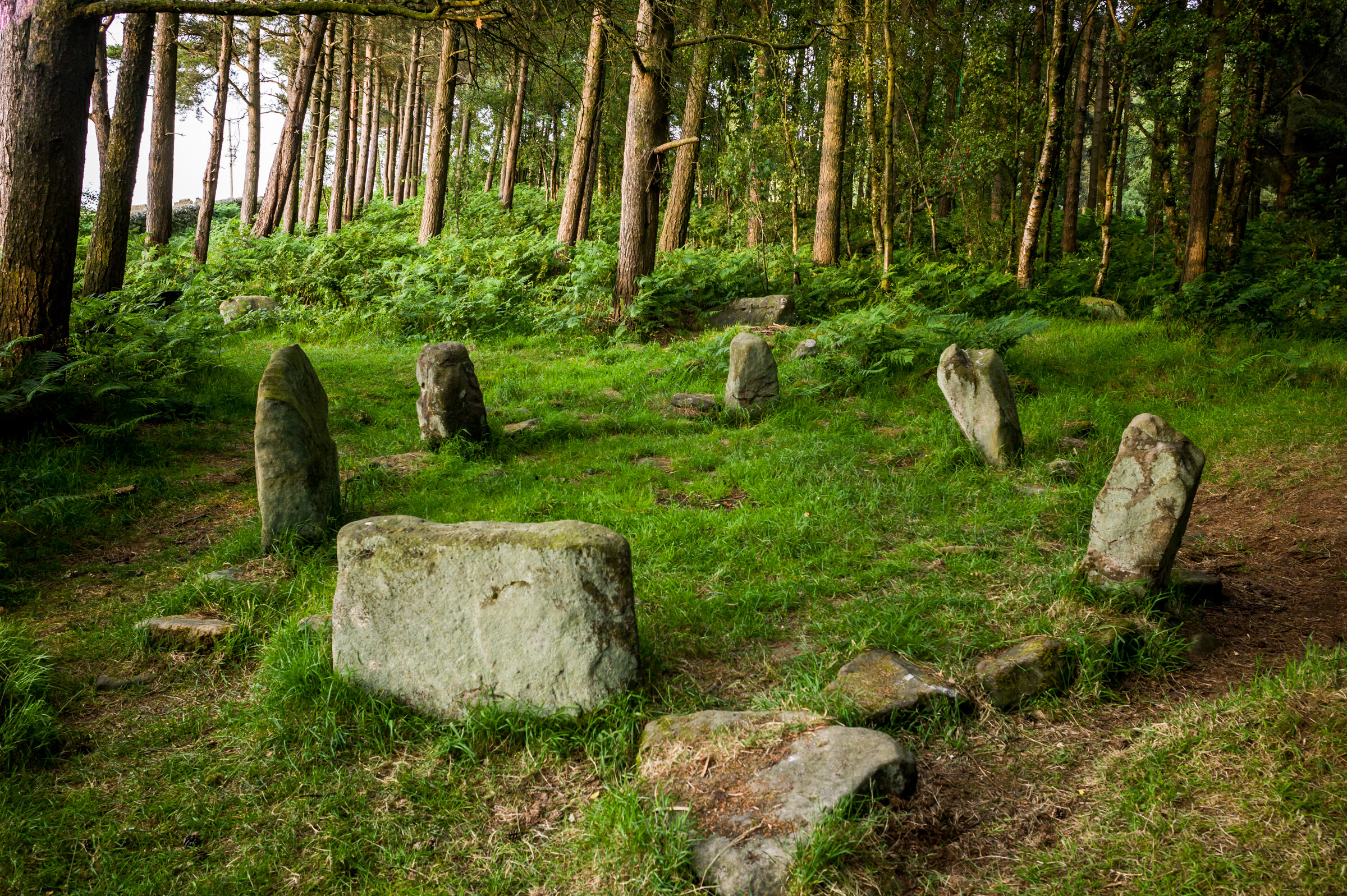
Doll Tor

Doll Tor, ocasionalmente conhecido como Six Stones, é um pequeno círculo de pedra perto de Birchover, a oeste de Stanton Moor, no distrito de Derbyshire Peak. Datado da Idade do Bronze, o círculo consiste em seis pedras em pé. 

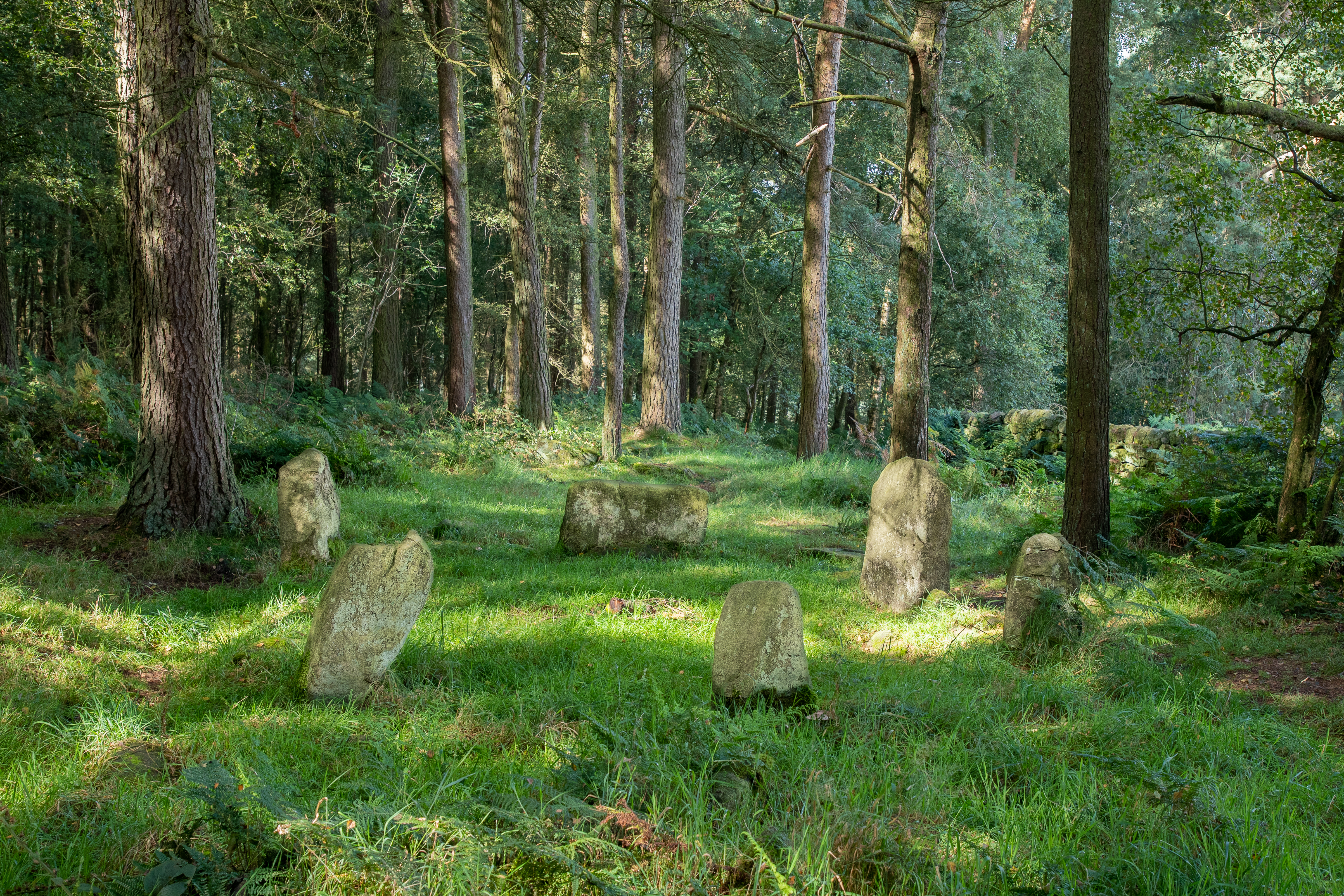
Vista da direção oposta

O local foi escavado em 1852 por Thomas Bateman e novamente entre 1931 e 1933 por J. P. Heathcote. Durante esta segunda escavação, três pedras foram esmagadas e posteriormente reparadas com cimento. Em 1993, visitantes desconhecidos reorganizaram as pedras para criar um círculo mais completo, mas historicamente impreciso. Mais tarde, foi restaurado para algo próximo à sua aparência original, duas pedras caídas sendo reerguidas. O círculo de pedra Doll Tor é um Monumento Antigo Programado.